# Пританея
Пританея (на гръцки: πρυτάνεις; πρύτανις, prytanis) е бил главният изпълнителен орган на булетата в Древна Атина. Терминът (както василевс или тиранин), вероятно е от предгръцки произход; възможно е сроден с етруското (e)pruni.

## Произход и организация
Когато Клистен реорганизира Атинското правителство, той заменя старото буле или т. нар. „Съвет на 400-те“ с ново буле от 500 члена. Старото буле се състояло от 100 члена от всяко от четирите потомствени племена. Клистен създава 10 нови племена и прави булето да се състои от 50 мъже от всяко племе. Всяка племенна делегация бива изпълнителен орган на булето за една десета от годината, така че десетте групи притани служели всяка година на позиция определена чрез жребий. Изпълнителните длъжностни лица били наричани притани а техният мандат — притания.

## Задължения
Пританите служели всеки ден по време на тяхната притания. Те официално събирали цялото буле и еклесията на Атина, въпреки че на практика много от срещите били задължителни и се предполага, че личностите с власт биха могли да насрочат и допълнителни срещи. Пританите приемали посланици от чужди държави и като цяло направлявали бизнесът на държавата ден за ден. Те се хранели за сметка на обществото в "Толоса", кръгла сграда построена за тях в близост до къщата на булето.
Всеки ден за период от 24 часа всеки един от 50-те члена на пританите бивал избран от мнозинството, за да служи като председател (т. нар. епистат; ἐπιστάτης, epistates). Той прилага държавният печат и съхранява ключовете за държавната хазна и архивите. В известен смисъл той е изпълнителният орган на Атина. Никой мъж не е допускан да изпълнява тази длъжност повече от веднъж. По този начин повече от половината възрастни атиняни са заемали това място по едно или друго време.
По време на заседанията на еклесията или на булето, настоящият епистат председателства и тези срещи. За четвърт век тази практика се променя и председателството на заседанията бива поето от офис, специално създаден за тази цел.

## В други градове
Притан като титла е била използвана и в други градове като Родос и Александрия и градове по западния бряг на Мала Азия. Длъжностните лица, притежаващи тази титла обикновено имали отговорността да председателстват над съвет от някакъв вид. В град Милет пританите имали достатъчно власт, така че можели да се превърнат в тирани.